# Amintore Fanfani
Amintore Fanfani (Pieve Santo Stefano, 6 febbraio 1908 – Roma, 20 novembre 1999) è stato un politico, economista e storico italiano.
È stato cinque volte presidente del Senato della Repubblica, sei volte presidente del Consiglio dei ministri (diventando, all’età di 79 anni e 6 mesi, il più anziano Capo del Governo della Repubblica Italiana) e per nove volte ministro della Repubblica (ricoprendo gli incarichi di ministro degli esteri, dell'interno e del bilancio e della programmazione economica). Nel 1965 ricoprì l'incarico di presidente dell'Assemblea generale delle Nazioni Unite e nel marzo del 1972 fu nominato senatore a vita dal Presidente della Repubblica Giovanni Leone. È stato segretario nazionale della Democrazia Cristiana (1954-1959 / 1973-1975) e presidente del partito (1975-1976).
Considerato come uno fra i più importanti e celebri politici italiani del secondo dopoguerra e della Prima Repubblica, Fanfani fu una figura storica del partito della Democrazia Cristiana; si distinse anche come storico dell'economia e come storico dell'arte. Oltre alla politica e agli studi, la sua grande passione fu la pittura, che esercitò sin dalla gioventù successivamente agli studi accademici .
Amintore Fanfani e Aldo Moro furono definiti i due "cavalli di razza" della Democrazia Cristiana. Assieme ad Aldo Moro, Pietro Nenni, Giuseppe Saragat e Ugo La Malfa, è stato artefice della svolta politica del cosiddetto centro-sinistra "organico", avvenuta poi compiutamente nella prima metà degli anni sessanta, con cui la Democrazia Cristiana volle avvalersi della collaborazione governativa del Partito Socialista Italiano di Pietro Nenni.

## Biografia

### Infanzia e studi
Amintore Fanfani nacque il 6 febbraio 1908 a Pieve Santo Stefano, comune della Valtiberina a cui rimase molto legato per tutta la sua vita; era il primo dei nove figli di Giuseppe Fanfani (1878-1943), figlio a sua volta di un falegname ed ebanista, il quale dapprima esercitò la professione forense ed in seguito quella notarile e, successivamente alla volontaria adesione nella Prima Guerra Mondiale, divenne esponente del Partito Popolare Italiano ad Anghiari. Sua madre invece era Anita Leo, una casalinga decisa e di convinta fede cattolica (1884-1968), di padre calabrese impiegato alle poste e di madre veneziana.
Pochi anni dopo la sua nascita, la famiglia si trasferì a Sansepolcro. Amintore frequentò le Scuole Elementari a Pieve Santo Stefano eccetto un breve periodo a Pratieghi, frazione di  Badia Tedalda, fu poi ad Urbino, luogo in cui frequentò la Scuola Media "Raffaello"; quindi a Treviso per il primo anno di Istituto Tecnico (1922-1923), dal quale nel 1923 passò al nuovo liceo scientifico di Arezzo, in cui seguì anche le lezioni di storia dell'arte del professore e pittore Guglielmo Micheli, allievo di Giovanni Fattori e precettore di Amedeo Modigliani.
Militò nell'Azione Cattolica diocesana e in quella aretina, avviando una formazione non solo legata ai precetti culturali, ma anche a quelli spirituali che avrebbe poi proseguito poi negli anni universitari. Si iscrisse nel 1926 all'Università Cattolica del Sacro Cuore di Milano, dove studiò nella Scuola di Scienze Politiche, economiche e sociali. A Milano visse nel Collegio Augustinianum entrando a far parte della Federazione Universitaria Cattolica Italiana.
Dopo aver conseguito, con il massimo dei voti e la lode, la laurea in Scienze Politiche, economiche e sociali nel 1930, ottenne nel 1936 la cattedra di storia delle Dottrine Economiche, sostenendo inizialmente il corporativismo.

### Giovinezza e vicinanza al fascismo
Si dimostrò un convinto sostenitore del corporativismo, insieme con Agostino Gemelli e altri, nel quale riconobbe uno strumento provvidenziale per salvare la società italiana dalla deriva liberale (o liberista) o da quella socialista e indirizzarla verso la realizzazione di quegli ideali di giustizia sociale suggeriti dalla dottrina sociale della chiesa, una delle questioni centrali che riguardava il rapporto tra cultura cattolica e il mondo fascista. Tra corporativismo di stampo cattolico e quello di stampo fascista Fanfani propendeva per quest'ultimo. Collaborò con la Scuola di mistica fascista, essendone professore e scrivendo articoli per la sua rivista Dottrina fascista. In quegli anni prese posizioni apertamente razziste: in un saggio del 1939 affermò che «per la potenza e il futuro della Nazione gli italiani devono essere razzialmente puri», e in un suo libro del 1941, illustrava «il problema della difesa della Razza come necessità biologica e come fatto spirituale di fronte all'urgente necessità di distruggere quel fenomeno dell'ebraizzazione che dall'unità d'Italia in poi dilagò in tutti i campi della cultura, della economia, della politica».

### Periodo milanese
Durante il periodo milanese Fanfani fu direttore della Rivista Internazionale di Scienze Sociali e si affermò nel panorama culturale italiano (e non solo) grazie agli studi di argomento storico-economico che hanno conservato un duraturo successo, come testimonia la recentissima ripubblicazione (2005) dell'opera Cattolicesimo e Protestantesimo nella formazione storica del capitalismo, nella quale propose una coraggiosa interpretazione dei fenomeni di genesi del capitalismo, con particolare riferimento al condizionamento dei fattori religiosi e in sostanziale disaccordo con le tesi, allora paradigmatiche, di Max Weber. Questa opera lo portò alla ribalta tra i cattolici statunitensi, in particolar modo fu molto apprezzata da John Kennedy che esplicitamente alla convention democratica del 1956 a Chicago, quando era senatore, chiamò con il megafono Fanfani presente in aula indicandolo alla platea e riconobbe nell'influenza di Fanfani e del suo scritto una delle cause principali del suo ingresso in politica.

### Fondazione della Democrazia Cristiana
Negli anni trascorsi a Milano conobbe Giuseppe Dossetti e Giorgio La Pira e, dalla fine degli anni trenta, prese a partecipare assiduamente alle loro riunioni, discutendo di cattolicesimo e società.
Con l'entrata in guerra dell'Italia, il gruppo spostò la sua attenzione al ruolo che sarebbe dovuto toccare al mondo cattolico all'indomani di quella caduta del Fascismo che era ormai ritenuta imminente.
Con l'8 settembre del 1943, tuttavia, il gruppo si sciolse e, fino alla Liberazione, Fanfani si rifugiò in Svizzera, dove organizzò corsi universitari per i rifugiati italiani.
Rientrato in Italia, venne invitato a Roma proprio dall'amico Giuseppe Dossetti, appena eletto alla vicesegreteria democristiana, che gli affidò la direzione dell'ufficio propaganda del partito. Ebbe in questo modo inizio la sua carriera politica, e nel mezzo secolo successivo si troverà sempre, anche se a fasi alterne, al centro della scena politica nazionale.
Eletto all'Assemblea Costituente, fece parte della commissione che redasse il testo della nuova Costituzione repubblicana: sua è la formulazione del primo articolo della Carta costituzionale: "L'Italia è una Repubblica democratica fondata sul lavoro". Quando Dossetti abbandonò la vita pubblica (1952), si trovò catapultato sul proscenio come principale esponente della sua corrente di sinistra nel partito.

### Prime esperienze ministeriali
Fu Ministro del lavoro e della previdenza sociale nel quarto (1947-1948) e quinto (1948-1950) governo De Gasperi, dell'agricoltura nel settimo governo De Gasperi (1951-1953), dell'interno nell'ottavo governo De Gasperi (1953-1953).
Fu il promotore (nel 1949) del cosiddetto "piano Fanfani" che prevedeva la costruzione di oltre 300 000 abitazioni popolari. Grazie alla tenacia e all'operosità di Fanfani, in pochissimo tempo furono realizzati nelle principali città numerosi nuovi alloggi di edilizia residenziale pubblica, spesso progettati da urbanisti e architetti di fama. Fece parte del governo Pella come ministro dell'interno.

### Alla guida del partito e del governo
Nel 1954 formò il suo primo governo, senza però ottenere la fiducia.
Sempre nel 1954 venne eletto segretario della Democrazia Cristiana in quanto leader della corrente "Iniziativa democratica"; come segretario si adoperò per dotare il partito di una fitta rete di sezioni. Nel 1958, a seguito del successo elettorale della DC, poté formare il suo secondo governo, con il sostegno di repubblicani e socialdemocratici, ricoprendo anche la carica di ministro degli Esteri. Il governo rappresentò un primo accenno a un nuovo corso politico, superando il cosiddetto centrismo.
A causa della contrarietà della maggioranza della DC all'apertura di una stagione di centro-sinistra e, soprattutto, all'eccessiva concentrazione di potere realizzatosi nelle mani del leader aretino, il Governo Fanfani II fu presto logorato dai cosiddetti "franchi tiratori", che lo misero spesso in minoranza.
È per questo che il 26 gennaio 1959 Fanfani rassegnò le dimissioni del gabinetto da lui presieduto e, pochi giorni dopo, si dimise anche da segretario politico della DC. Al suo posto, venne nominato Antonio Segni presidente del Consiglio di un governo monocolore, con l'appoggio esterno del Partito Liberale e i voti (non determinanti) di monarchici e MSI; inoltre, fu convocato a Roma, per il 14 marzo 1959, un consiglio nazionale della DC che avrebbe dovuto discutere della situazione politica. Tuttavia, in vista del Consiglio Nazionale, gli esponenti di Iniziativa democratica si riunirono nel convento delle suore di Santa Dorotea e in quella sede, la maggioranza della corrente scelse di accantonare la linea politica di apertura a sinistra del suo leader.
La corrente di Iniziativa democratica cessò così la propria esistenza come componente unitaria all'interno del partito. Da essa nacquero due nuove tendenze: i dorotei (Mariano Rumor, Paolo Emilio Taviani, Emilio Colombo e, sia pure in una posizione più autonoma, Aldo Moro) e Nuove Cronache, l'area che teneva assieme gli amici dell'ex-segretario Fanfani. Al Consiglio Nazionale, su indicazione dei dorotei, Aldo Moro fu nominato segretario.
Dopo la sconfitta, Fanfani si ritirò nella sua Toscana, meditando a lungo di abbandonare la politica attiva per ritornare all'insegnamento universitario. La battaglia congressuale della DC del 1959, però, gli offrì nuovi stimoli. Alla guida di un cartello di centro-sinistra, Fanfani giunse quasi a vincere il Congresso nazionale sulla base di una piattaforma politica che affermava la necessità di una collaborazione con il PSI. Il fronte anti-fanfaniano, inizialmente sicuro della vittoria, rimase spiazzato dall'attivismo e dal recupero del leader aretino, riuscendo a rieleggere segretario Aldo Moro per pochi voti.

### Ritorno al governo e primi tentativi di centro-sinistra

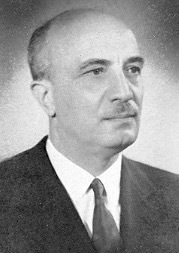
Amintore Fanfani nel 1963

Nel 1960, dopo la parentesi travagliata del Governo Tambroni, Fanfani torna alla presidenza del Consiglio, formando il suo terzo governo. Si trattò di un monocolore democristiano appoggiato dai partiti del centro democratico, ma che poteva avvalersi anche dell'astensione non concordata dei socialisti e dei monarchici.
Con Fanfani al governo e con Moro alla Segreteria, la Democrazia Cristiana si prepara a inaugurare definitivamente la coalizione di centro-sinistra. L'impegno dei due "cavalli di razza" del partito porta infatti il Congresso nazionale, svoltosi a Napoli nel 1962 ad approvare con ampia maggioranza la nuova linea di collaborazione con il Partito Socialista Italiano.

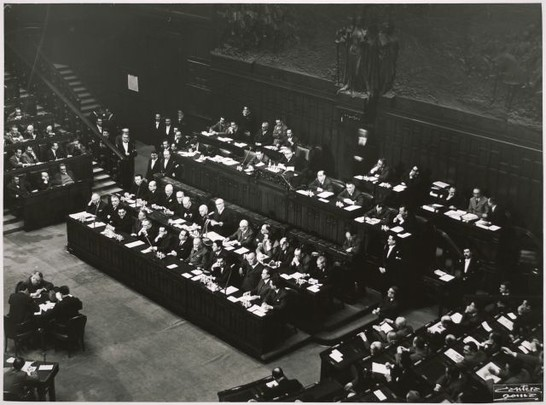
Presentazione alla Camera del quarto governo Fanfani, 2 marzo 1962

Nel 1962, subito dopo il Congresso DC, Fanfani forma il suo quarto governo, questa volta di coalizione (DC - PSDI - PRI e con l'appoggio esterno del PSI), iniziando così l'esperienza delle maggioranze di centro-sinistra. Sarà questo il periodo di maggiore successo della carriera di Fanfani.
In politica interna, Fanfani raggiunse importanti successi come: la nazionalizzazione dell'energia elettrica, l'estensione dell'obbligo scolastico fino ai 14 anni e l'istituzione della scuola media unica (con i libri di testo gratuiti per i non abbienti), l'istituzione della cedolare d'acconto, la definitiva industrializzazione del paese, l'aumento delle pensioni del 30% che portò le pensioni medie a circa centomila lire l'anno con l'introduzione di un regime pensionistico assicurativo volontario per le casalinghe, l'eliminazione della censura sulle opere liriche e di prosa (pur rimanendo su quelle cinematografiche, sui varietà e su quelle televisive), l'avvio delle opere infrastrutturali come la realizzazione dell'Autostrada del sole Milano-Napoli e l'imponente opera di urbanizzazione del Paese tramite l'esproprio generale di terre ai Comuni, la riduzione della leva militare da 18 mesi a 15 mesi, il numero fisso di deputati e senatori (630 alla Camera e 315 al Senato), l'istituzione nel 1962 della Commissione parlamentare antimafia e - con la nomina di Ettore Bernabei a direttore generale - la definitiva consacrazione della Rai come servizio pubblico (con le trasmissioni Non è mai troppo tardi per gli adulti analfabeti o Tribuna politica che dava spazio, in egual misura, a tutte le forze politiche).
Fanfani nel 1963 si recò in visita negli Stati Uniti con l'obiettivo di costituire, nel quadro della NATO, una difesa nucleare anche sul territorio italiano facendo strada all'installazione dei missili Polaris.
La sua politica riformatrice, accusata di avere uno stampo troppo solidarista, produsse una significativa diffidenza della classe industriale e della corrente di destra della DC; i potentati multinazionali mal sopportarono l'opera di apertura ai paesi arabi condotta dal suo sodale Enrico Mattei alla guida dell'ENI. Con il calo di consenso elettorale del 1963 fu costretto alle dimissioni.
Nel 1965 è ministro degli Esteri nel secondo governo Moro, carica che ricopre anche dal 1966 al 1968 nel terzo governo Moro. Venne eletto presidente alla 20ª sessione dell'Assemblea generale delle Nazioni Unite per il periodo 1965-1966: Fanfani è al 2021 l'unico italiano ad aver ricoperto tale carica.

### Linee di politica estera
Fanfani aveva una forte disposizione alla diplomazia personale ma anche una particolare abilità che lo rese, sulla scena internazionale, più visibile dei politici della sua epoca. Egli riteneva che l'Italia, pur essendo la più piccola e debole delle grandi potenze, fosse comunque in grado di sfruttare la forza (e la debolezza) degli altri Stati più potenti per ottenere risultati a lei favorevoli e comunque importanti.
Già nel 1955-1956, quando era solo segretario politico della DC, valorizzò il ruolo dell'Italia nella soluzione della crisi di Suez, utilizzando le capacità del giovane diplomatico Raimondo Manzini, che lo aveva accompagnato in due viaggi in Germania Ovest e a Washington. Fanfani autorizzò Manzini a mediare, tra gli Stati Uniti e il presidente egiziano Nasser, un piano di regolamentazione permanente dei traffici nel canale su queste basi: 1) accettazione della sovranità egiziana sul canale; 2) garanzia egiziana sulla libertà di navigazione nel canale; 3) nazionalizzazione del canale con il riconoscimento egiziano degli interessi legittimi degli utenti. Quando, il 29 ottobre 1956, Israele, Francia e Gran Bretagna attaccarono l'Egitto, gli Stati Uniti, già predisposti verso una soluzione pacifica della crisi anche grazie all'iniziativa di Fanfani, costrinsero gli invasori a cessare il fuoco e al ritiro delle truppe, evitando l'estendersi di un conflitto ben più grave. Inoltre, tale politica, oltre a indebolire il prestigio di due Stati vincitori (Francia e Gran Bretagna), permise all'Italia di presentarsi nel Mediterraneo come la meno coloniale delle potenze europee; ciò fu di grande supporto alla contemporanea politica energetica del Presidente dell'Eni, Enrico Mattei, di apertura terzomondista.
Fanfani poté presentare l'immagine di un'Italia filo-araba, procuratrice dell'Occidente con il consenso degli Stati Uniti, soprattutto nel periodo del suo secondo (1958-1959) e terzo governo (1960-63), nel primo dei quali rivestì anche la carica di ministro degli esteri. Con tale politica, Fanfani e Mattei riuscirono a scalzare la Francia da alcune posizioni economicamente dominanti nell'Africa del Nord. Inoltre, il politico toscano riuscì ad approfittare del dissidio tra gli Stati Uniti e la Francia di De Gaulle per esercitare un nuovo ruolo dell'Italia nell'ambito della Comunità europea. Onde evitare il formarsi di una posizione dominante della Francia in Europa, infatti, gli Stati Uniti avevano convinto la Gran Bretagna a richiedere l'ingresso nella CEE, suscitando la ferma opposizione del capo dello Stato francese. In tale scontro, Fanfani prese le parti degli Stati Uniti e della Gran Bretagna, indebolendo anche la posizione filo-francese della Germania Ovest, oggettivamente nociva alla politica dell'Italia.

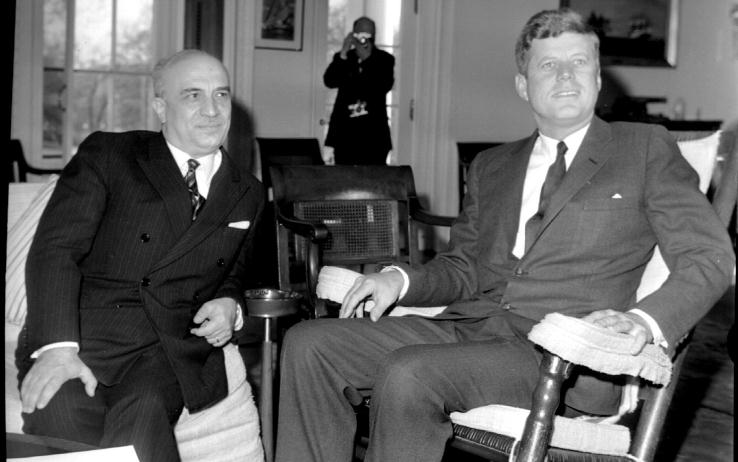
Fanfani con il presidente degli Stati Uniti John Fitzgerald Kennedy.

Un ruolo di mediazione tra le parti, invece, fu quello assunto da Fanfani durante la crisi dei missili di Cuba. Nella mattinata del 27 ottobre 1962, infatti, Ettore Bernabei, uomo di fiducia di Fanfani, giunse nella capitale degli Stati Uniti con l'incarico di consegnare al presidente Kennedy una nota del governo italiano nella quale si accettava il ritiro dalla base italiana di San Vito dei Normanni dei missili puntati verso l'URSS; poche ore dopo giunse l'analoga richiesta dell'Unione Sovietica che chiedeva il ritiro delle testate atomiche statunitensi dalla Turchia e dall'Italia. Non è improbabile che la mediazione diplomatica sia stata abilmente concertata tra Palazzo Chigi e il Vaticano, tenuto conto dei contenuti del radiomessaggio per l'intesa e la concordia tra i popoli trasmesso pochi giorni prima da papa Giovanni XXIII e del fatto che i rapporti diplomatici tra la Santa Sede e l'Unione Sovietica, all'epoca, erano intrattenuti dall'Italia.
Nell'ultimo periodo in cui rivestì l'incarico di Ministro degli Esteri (1966-1968), la politica pro-araba di Fanfani ebbe minor successo. Privo del supporto di Enrico Mattei, prematuramente scomparso in un attentato aereo nel 1962, e consapevole dell'esigenza di evitare che i paesi arabi cercassero protezione a Mosca, Fanfani commise l'errore di esporsi troppo e dette l'impressione di lavorare per l'uscita dell'Italia dall'Alleanza Atlantica. Ciò, oltre a fargli perdere l'appoggio degli Stati Uniti, lo fece scontrare con l'atlantismo del Presidente della Repubblica Giuseppe Saragat, soprattutto allo scoppio della guerra dei sei giorni (1967), nella quale gli Stati Uniti assunsero una posizione filo-israeliana e contraria al nazionalismo arabo. Ne risultò, nella politica estera italiana, una specie di diarchia che finì per essere neutralizzata dalla prudenza e dall'immobilismo del Presidente del Consiglio Aldo Moro. Fanfani, tuttavia, dette prova di grande maturità politica e, nel settembre 1967, accompagnando Saragat a Washington per tranquillizzare gli americani, seppe rimanere dietro le quinte.

### Alla presidenza del Senato e corsa al Quirinale

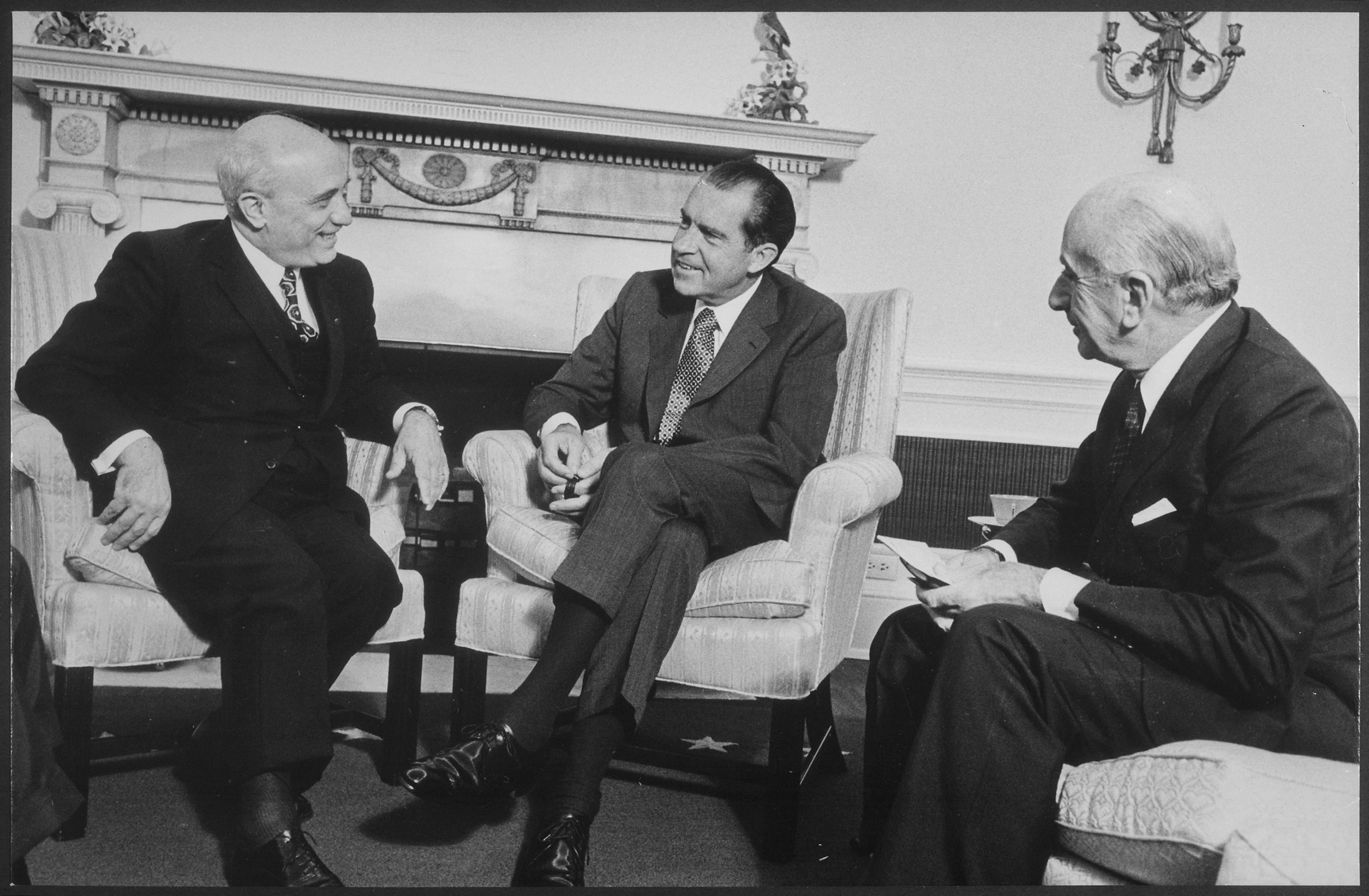
Il Presidente degli Stati Uniti Richard Nixon con Fanfani in qualità di Presidente del Senato e l'ambasciatore italiano il 23 luglio 1970.

Dal 1968 al 1973, Fanfani fu presidente del Senato. Da Palazzo Giustiniani, però, continuò per oltre un ventennio a svolgere un ruolo rilevante, abbandonando saltuariamente la seconda carica dello Stato ogni qual volta l'interesse del partito lo chiamava alla guida della DC o del governo. Nonostante questa seconda fase della sua lunga carriera politica lo vedesse su posizioni nettamente più moderate della prima fase, la sua persona continuò a essere oggetto di una certa freddezza da parte di potentati economici o amministrativi.
Durante il suo mandato come presidente del Senato ha supplito le funzioni di Presidente della Repubblica in tre distinte occasioni.
Alle elezioni per la presidenza della Repubblica del dicembre 1971 fu il candidato ufficiale della Democrazia Cristiana ma, dopo una lunga serie di scrutini andati a vuoto, anche a causa dell'azione sotterranea dei "franchi tiratori" del suo stesso partito, fu costretto a ritirarsi, favorendo l'elezione di Leone. Quest'ultimo, il 10 marzo 1972 lo nominò senatore a vita.
La sconfitta di Fanfani alla corsa del Quirinale segnò la fine della prima fase della politica di centrosinistra. Leone, infatti, fu eletto da una maggioranza centrista (DC-PSDI-PRI-PLI), con i voti determinanti di alcuni parlamentari del Movimento Sociale Italiano. Pochi mesi dopo, in coerenza con il risultato dell'elezione presidenziale, Giulio Andreotti compose un nuovo governo appoggiato, per la prima volta dal 1957, da una maggioranza di centro.

### Seconda segreteria DC e referendum sul divorzio

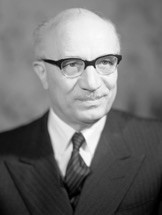
Il senatore a vita Amintore Fanfani

L'esperienza del governo centrista guidato da Andreotti durò soltanto un anno, sino al giugno del 1973. Infatti, a seguito del "patto di Palazzo Giustiniani" tra Fanfani e Aldo Moro, il XII Congresso nazionale del partito di maggioranza relativa approvò un documento favorevole al ritorno alla formula di centro-sinistra. Fanfani fu rieletto segretario politico subentrando alla segreteria del suo delfino Arnaldo Forlani, che aveva avallato l'interruzione momentanea della collaborazione con il Partito Socialista Italiano. Il ritorno alla segreteria del leader aretino non riuscì in ogni caso a evitare la progressiva crisi di una formula politica (quella del centro-sinistra) ormai irrimediabile.
Dopo le pressioni provenienti dagli ambienti cattolici, seppur con molte perplessità circa la sua riuscita, Fanfani dovette guidare il partito nella campagna per il referendum sull'abrogazione del divorzio, su posizioni di forte contrapposizione allo schieramento laico.
Il segretario politico si ritrovò a guidare questa battaglia senza avere l'appoggio esplicito della DC: Rumor, Moro, Colombo e Cossiga, infatti, erano convinti della non riuscita della battaglia referendaria.
La sconfitta del referendum sul divorzio non ne provocò immediatamente le dimissioni; per poco più di un anno, infatti, Fanfani continuò a guidare il partito, seppur con l'esplicita opposizione delle correnti di sinistra.
L'attenzione di Fanfani si spostò allora sulle elezioni regionali del 1975, dove egli sperava di raggiungere un successo considerevole basando la campagna elettorale sui temi della sicurezza e dell'opposizione al crimine e al terrorismo. Invece il risultato della consultazione portò la DC al suo minimo storico, con conseguente sfiducia per il segretario uscente da parte del Consiglio Nazionale nel luglio seguente.

### Congresso del 1975, presidente della DC e nuovamente presidente del Senato

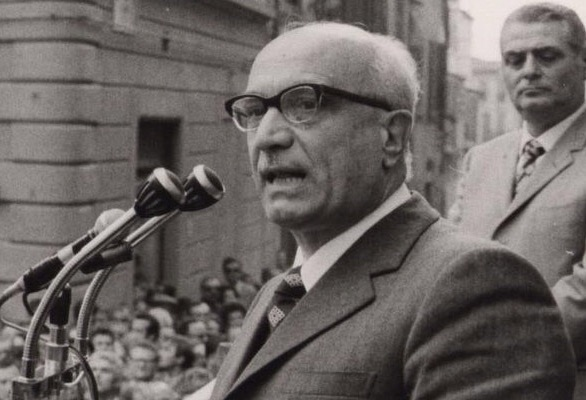
Fanfani a un comizio della DC

Gli succedette Benigno Zaccagnini, inizialmente sostenuto dallo stesso Fanfani, che poi assunse una posizione critica nei confronti della segreteria a causa della sua linea di apertura al PCI. Fu per questo che, durante il Congresso nazionale DC del 1976 Fanfani guidò, assieme ad Andreotti e ai dorotei di Piccoli e Bisaglia, un cartello di correnti moderate opposte alla "linea Zaccagnini" denominato "DAF" (Dorotei-Andreotti-Fanfani). Il "DAF", però, non riuscì a imporsi e a far eleggere alla segreteria il fanfaniano Arnaldo Forlani, mettendo così in condizione Zaccagnini e la sua maggioranza - alla quale si aggregò Andreotti in cambio della designazione a presidente del consiglio - di procedere con la politica di "solidarietà nazionale" e con l'apertura al PCI.
Dopo il congresso, fu eletto presidente del consiglio nazionale della DC, carica che la nuova maggioranza zaccagniniana volle concedere a un esponente della minoranza per assicurare l'unità del partito. Partecipò in prima persona alla campagna elettorale per le elezioni del 1976, percorrendo l'Italia in macchina per decine di migliaia di chilometri e tenendo anche più comizi e interventi nella stessa giornata. Lasciò la presidenza del partito nell'ottobre seguente, a seguito della sua elezione a presidente del Senato, carica in cui fu rieletto nel 1979 e che mantenne fino al dicembre 1982.

### Giorni del sequestro Moro e posizione trattativista
Durante il sequestro Moro fu l'unico esponente DC a osteggiare apertamente la linea della fermezza, fino al punto di negare al governo la sede deliberante - richiesta da Giulio Andreotti - sui provvedimenti di polizia proposti il giorno dopo il sequestro di Aldo Moro. La sua non ostilità alla linea della trattativa rimase però isolata all'interno del partito. Moro stesso, dalle lettere dal carcere delle Brigate Rosse, si rivolse a Fanfani facendo affidamento sul suo "gusto antico per il grande sfondamento"; il giorno prima dell'omicidio, però, quando si attendeva un ultimo gesto possibilista verso la concessione della grazia a un brigatista ferito da parte del capo dello Stato Leone, Bartolomei, il fanfaniano presente nella direzione della DC, tacque. La famiglia Moro, in rotta con lo stato maggiore DC, rifiutò di partecipare ai funerali di Stato e pregò gli esponenti politici democristiani di astenersi dal partecipare ai funerali in forma privata a Torrita Tiberina: soltanto Fanfani, a causa della posizione aperturista assunta durante il sequestro, avrebbe potuto recarsi alle esequie nella cittadina laziale, ma non poté fare in tempo ad assistere alla cerimonia funebre perché impegnato nella commemorazione di Aldo Moro al Senato.

### Congressi del '80 e '82: il cosiddettoPAF

Il summit del G7 nel 1983, da sinistra a destra: Pierre Trudeau, Gaston Thorn, Helmut Kohl, François Mitterrand, Ronald Reagan, Yasuhiro Nakasone, Margaret Thatcher, Amintore Fanfani

Dopo aver collaborato all'affermazione delle correnti moderate della DC nel Congresso nazionale del 1980, che sancì l'interruzione della fase di apertura verso i comunisti ed elesse alla segreteria Flaminio Piccoli, Fanfani decise invece di allearsi nel successivo congresso del 2-6 maggio 1982 con la sinistra del partito.
Assieme ai dorotei di Piccoli e alla corrente andreottiana, coi quali diede vita a una coalizione denominata con l'acronimo "PAF" (Piccoli, Andreotti, Fanfani), contribuì infatti in modo decisivo all'elezione del nuovo segretario Ciriaco De Mita e alla sconfitta di quello che un tempo era stato il suo delfino, Arnaldo Forlani, reagendo con grande dignità e fermezza alle contestazioni di alcuni delegati che sostenevano il suo ex pupillo. A causa di questa scelta, la corrente fanfaniana subì una pesante scissione; il grosso della stessa, infatti, non se la sentì di seguire il leader in questa nuova avventura, preferendo rimanere assieme a Forlani nella minoranza moderata del partito.

### Quinto governo Fanfani
Dal 1º dicembre 1982 al 4 agosto 1983 Fanfani fu Presidente del Consiglio per la quinta volta, guidando un governo DC - PSI - PSDI - PLI con l'appoggio esterno del PRI. Il governo Fanfani doveva traghettare il paese alle elezioni anticipate dopo la prima esperienza di un non democristiano (il segretario repubblicano Spadolini) alla guida dell'esecutivo, garantendo alla DC il vantaggio della Presidenza del Consiglio in campagna elettorale. Destò un certo scalpore, nel febbraio del 1983, la decisione di Fanfani di incaricare il suo consigliere diplomatico, l'ambasciatore Remo Paolini, di rendere visita all'ex re d'Italia Umberto II, ricoverato alla London Clinic a Londra.

### "Sosta" 1983-1985, ancora presidente del Senato e sesto governo Fanfani. Ultimi incarichi di governo
Le elezioni del 1983 determinarono un tracollo elettorale per la DC, che perse quasi il 6% dei voti attestandosi al minimo storico del 32,9% alla Camera. Il segretario De Mita considerò in parte Fanfani responsabile della sconfitta, accusandolo di non essersi impegnato a sufficienza nella campagna elettorale. Per questo Fanfani non fu ricandidato dalla DC alla presidenza del Senato, per la quale gli fu preferito Francesco Cossiga.
Ma dopo l'elezione di Cossiga alla Presidenza della Repubblica, nel 1985, Fanfani poté recuperare la presidenza del Senato, eletto da un'ampia maggioranza che andava dal pentapartito al PCI fino ad arrivare al MSI. La nuova e ultima presidenza di Palazzo Madama durò fino ad aprile del 1987, quando Fanfani fu chiamato per la sesta volta a guidare il governo.
Si trattava di un monocolore democristiano, nato dalla reazione del segretario De Mita alla decisione di quello socialista Bettino Craxi di non rispettare il cosiddetto "patto della staffetta", che prevedeva l'alternanza a Palazzo Chigi tra lo stesso Craxi e un democristiano: De Mita tolse la fiducia al governo Craxi e promosse la nascita di un governo minoritario per andare nuovamente a elezioni anticipate. Vi fu un risvolto imprevisto nella nascita (o meglio "non nascita") del sesto governo Fanfani, perché al momento del voto di fiducia Craxi, su suggerimento del leader radicale Marco Pannella, decise di far votare il suo partito a favore del governo, insieme agli stessi radicali, costringendo così la DC a far mancare, mediante astensioni concordate, i voti necessari alla fiducia. Dopo le elezioni del luglio 1987, che segnarono un recupero di voti da parte della DC, Fanfani ricoprì gli incarichi di ministro dell'Interno nel Governo Goria e di Ministro del bilancio e della programmazione economica nel Governo De Mita fino al 1989.

### Dopo il 1989: presidente della Commissione Esteri del Senato, conclusione della carriera politica e morte

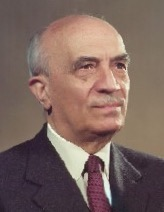
Amintore Fanfani

Conclusa nel 1989 l'esperienza nel governo De Mita, Fanfani, ottantunenne, non partecipò ai successivi governi presieduti da Giulio Andreotti e caratterizzati dal cosiddetto "CAF", l'alleanza cioè con Forlani e Craxi (il suo successore al Ministero del bilancio fu Paolo Cirino Pomicino, appartenere alla corrente andreottiana). La sua attività parlamentare nella X legislatura proseguì in modo distaccato e sempre meno evidente, continuando ad essere senatore a vita. Seguirono a partire dalla seconda metà del 1992 gli anni dei processi di Tangentopoli (dai quale non venne toccato, insieme a Giovanni Spadolini), che produssero effetti deflagranti per il sistema dei partiti e per la Democrazia Cristiana in particolare, fino allo scioglimento del partito dopo 51 anni e la nascita del nuovo Partito Popolare Italiano, alleatosi con il Partito Democratico della Sinistra nella coalizione dell'Ulivo di Romano Prodi, ex democristiano e Presidente dell'IRI.
Nella primavera del 1992, a seguire le ultime elezioni politiche della cosiddetta Prima Repubblica, fu eletto presidente della commissione Esteri del Senato, che mantenne fino al 14 aprile 1994. Sarà l'ultimo incarico istituzionale ricoperto da Fanfani. Nel 1994 Fanfani aderì al PPI, senza peraltro svolgere ruoli specifici e senza una presenza evidente, ma contribuendo col voto di fiducia al primo governo Prodi. Sebbene l'incedere dell'età fosse evidente, nel febbraio del 1998 espresse la velleità di presenziare alla cerimonia per i suoi 90 anni organizzata dal Senato della Repubblica.
Fanfani si è spento il 20 novembre 1999 nella sua abitazione romana in corso Rinascimento vicino a Palazzo Madama per una insufficienza cardio-respiratoria all'età di 91 anni, in seguito ad un breve ricovero nella clinica Materdei. I funerali di Stato furono celebrati nella basilica di Santa Maria degli Angeli e dei Martiri il 22 novembre alla presenza del Presidente della Repubblica Carlo Azeglio Ciampi e di molti importanti esponenti democristiani, tra cui Antonio Gava ed Arnaldo Forlani; dopo la cerimonia funebre il feretro fu tumulato nella cappella di famiglia del cimitero di Prima Porta, dove già era stata tumulato il feretro della sua prima moglie.

## Vita privata
Fanfani si sposò due volte. La prima moglie fu Biancarosa Provasoli (1914-1968), figlia di un industriale tessile, che sposò nel 1939. Con lei ebbe sette figli: Annamaria (1940); Grazia (1942); Marina (1944); Alberto (1947); Benedetta (1950); Giorgio (1952); Cecilia (1955). Rimasto vedovo, nel 1972 conobbe Maria Pia Tavazzani, anch'ella vedova, che sposò nel 1975, nella Basilica di San Giuseppe al Trionfale.

## Fanfani nella cultura di massa

La clamorosa "tirata d'orecchi" del 9 maggio 1979

- A Pieve Santo Stefano, suo paese natale, la piazza centrale, l'istituto scolastico omnicomprensivo, un giardino pubblico e la statua davanti al Palazzo Comunale sono a lui intitolati.
- Si dice che Fanfani abbia ottenuto che la nascente Autostrada del Sole, seguendo il vecchio tracciato della via Cassia, passasse per Arezzo (capoluogo della sua provincia di nascita) invece che per Perugia o Siena: per questo la svolta piuttosto marcata che precede il casello di Arezzo fu denominata "curva Fanfani".[33]
- Fanfani fu candidato della DC per la Presidenza della Repubblica nel 1971 ma, nel corso di una votazione, un elettore scrisse sulla sua scheda: «Nano maledetto / non sarai mai eletto». Comunemente, si ritiene che tale frase fosse indirizzata proprio all'allora Presidente del Senato, che assisteva al conteggio delle schede. Al sesto scrutinio il quorum non fu raggiunto e, dopo che il senatore toscano aveva detto che avrebbe ritirato la candidatura se non fosse stato eletto, su una scheda apparve la frase: «Te l'avevo detto / nano maledetto / che non venivi eletto».[34]
- Dario Fo compose, nel 1973, una commedia intitolata Il Fanfani rapito il cui protagonista è, appunto, Amintore Fanfani.
- Nello stesso anno un autore anonimo, poi rivelatosi lo scrittore umoristico Gianfranco Piazzesi, pubblicò il libro Berlinguer e il Professore, nel quale Amintore Fanfani - il "professore" - era uno dei protagonisti. Il libro fu salutato come uno dei primi romanzi del genere fantapolitico pubblicato in Italia ed ebbe un enorme successo anche all'estero, essendo stato tradotto in sei lingue e superando le 400 000 copie vendute.[35]
- Per i molteplici incarichi istituzionali a cui venne chiamato, spesso anche quando alcuni credevano che stesse per imboccare il "viale del tramonto", venne soprannominato da Indro Montanelli Rieccolo ovvero (richiamando un pupazzo che torna sempre in piedi) "il misirizzi".

Francobollo commemorativo emesso nel 2008

- Francobollo commemorativo emesso nel 2008Nel 1975 l'autore televisivo Bruno Broccoli pubblicò un libro umoristico (Leone XIV: il successore di Paolo VI) nel quale si immaginava che Fanfani venisse eletto al Vaticano come nuovo papa.
- Il 9 maggio 1979, primo anniversario dell'assassinio di Aldo Moro, il militante democristiano Angelo Gallo si avvicinò alle spalle di Fanfani nella chiesa del Gesù e gli tirò le orecchie (gridando a gran voce la frase: "Amintore, rifonda la DC col pungolo dell'amore!") in segno di protesta per l'inerzia - a detta di Gallo - dei politici rispetto ai problemi del lavoro.[36][37]
- Il 29 giugno 1991 ricevette la cittadinanza onoraria di Sansepolcro; ivi si era da tempo trasferito il ramo toscano della famiglia, aveva vissuto la carriera politica il fratello Ameglio e aveva avviato la propria suo nipote Giuseppe; inoltre vi erano nate le prime due figlie, Maria Pia e Maria Grazia. A Sansepolcro Amintore Fanfani aveva dedicato anche alcuni tra i suoi primi studi di storia economica e sociale, tra cui il volume Un mercante del Trecento (1934), opera assai apprezzata come esempio di metodo storiografico basato sulla ricerca archivistica.
- Nel 2008, in occasione del centenario della nascita, le Poste Italiane hanno emesso in onore di Fanfani un francobollo commemorativo, con la formulazione - a lui attribuita - dell'art. 1 della Costituzione della Repubblica.[15]

## Sinossi degli incarichi di Governo
Relativamente agli incarichi da lui svolti nei Governi della Repubblica Italiana, Fanfani è stato nominato 6 volte Presidente del consiglio dei ministri, 4 volte (di cui 2 ad interim) Ministro degli affari esteri, 3 volte Ministro dell'Interno, 2 volte Ministro del lavoro e della previdenza sociale, 1 volta Ministro dell'agricoltura e, infine, 1 volta Ministro del bilancio e della programmazione economica.
| Incarico                                               | Mandato                           | Governo                 |
| ------------------------------------------------------ | --------------------------------- | ----------------------- |
| Ministro del lavoro e della previdenza sociale         | 31 maggio 1947 - 23 maggio 1948   | Governo De Gasperi IV   |
| Ministro del lavoro e della previdenza sociale         | 23 maggio 1948 - 12 gennaio 1950  | Governo De Gasperi V    |
| Ministro dell'agricoltura                              | 26 luglio 1951 - 29 giugno 1953   | Governo De Gasperi VII  |
| Ministro dell'Interno                                  | 16 luglio 1953 - 2 agosto 1953    | Governo De Gasperi VIII |
| Ministro dell'Interno                                  | 17 agosto 1953 - 5 gennaio 1954   | Governo Pella           |
| Presidente del consiglio dei ministri                  | 18 gennaio 1954 - 30 gennaio 1954 | Governo Fanfani I       |
| Presidente del consiglio dei ministri                  | 1º luglio 1958 - 15 febbraio 1959 | Governo Fanfani II      |
| Ministro degli affari esteri ad interim                | 1º luglio 1958 - 15 febbraio 1959 | Governo Fanfani II      |
| Presidente del consiglio dei ministri                  | 26 luglio 1960 - 21 febbraio 1962 | Governo Fanfani III     |
| Presidente del consiglio dei ministri                  | 21 febbraio 1962 - 21 giugno 1963 | Governo Fanfani IV      |
| Ministro degli affari esteri ad interim                | 7 maggio 1962 - 29 maggio 1962    | Governo Fanfani IV      |
| Ministro degli affari esteri                           | 5 marzo 1965 - 30 dicembre 1965   | Governo Moro II         |
| Ministro degli affari esteri                           | 23 febbraio 1966 - 24 giugno 1968 | Governo Moro III        |
| Presidente del consiglio dei ministri                  | 1º dicembre 1982 - 4 agosto 1983  | Governo Fanfani V       |
| Presidente del consiglio dei ministri                  | 17 aprile 1987 - 28 luglio 1987   | Governo Fanfani VI      |
| Ministro dell'Interno                                  | 28 luglio 1987 - 13 aprile 1988   | Governo Goria           |
| Ministro del bilancio e della programmazione economica | 13 aprile 1988 - 22 luglio 1989   | Governo De Mita         |

## Opere e divulgazione politica
- Scisma e spirito capitalistico in Inghilterra, Milano, 1932.
- Le origini dello spirito capitalistico in Italia, Milano, Vita e Pensiero, 1933.
- Cattolicesimo e Protestantesimo nella formazione storica del capitalismo, 1934. - a cura di Piero Roggi, prefazione di Antonio Fazio, Venezia, Marsilio, 2006.
- Un mercante del Trecento, Milano, Giuffrè, 1935. - rist. anast.: Sansepolcro, Coop. culturale La Pira 1984. [racconta di Giubileo di Niccolò Carsidoni, mercante dell'arte della lana in Sansepolcro, operante tra il 1348 e il 1360 secondo i documenti]
- Saggi di storia economica italiana, Milano, 1936.
- Il significato del corporativismo, Como, 1937.
- Storia delle dottrine economiche. I vol. : il volontarismo, 1938; II vol.: il naturalismo, 1945.
- Introduzione allo studio della storia economica, Milano, 1939.
- Storia economica. Dalla crisi dell'Impero Romano al principio del secolo XVIII, Milano-Messina, Principato, 1940. - II ed. accresciuta e riveduta, Torino, UTET, 1961.
- Indagini sulla "rivoluzione dei prezzi", Milano, Vita e Pensiero, 1940.
- Colloqui sui poveri, Milano, Vita e Pensiero, 1942.
- Storia del lavoro in Italia dalla fine del secolo XV agli inizi del XVIII, 1943.
- Summula sociale, Roma, Editrice Studium, 1945.
- Persona, beni, società in una rinnovata civiltà cristiana, Milano, 1945.
- Economia orientata, 1946.
- Il neovolontarismo economico statunitense, Milano-Messina, Principato, 1946.
- Le tre città. Postille a San Luca, 1946.
- Economia, Brescia, Morcelliana, 1948, II ed. 1953.
- Vita economica italiana dall'antichità al XVIII secolo, Roma, Studium, 1954.
- Autunno 1956. La Democrazia Cristiana e i problemi internazionali, Roma, Edizioni Cinque Lune, 1956.
- Anni difficili ma non sterili, Bologna, Cappelli, 1958.
- Da Napoli e Firenze 1954-1959. Proposte per una politica di sviluppo democratico, Milano, Garzanti, 1959.
- Dopo Firenze. Azione per lo sviluppo democratico dell'Italia, Milano, Garzanti, 1961.
- Centro Sinistra '62, Milano, Garzanti, 1963.
- Una pieve in Italia, Milano, Mondadori, 1964. - Prefazione di Ettore Bernabei, Venezia, Marsilio, 2008.
- Strategia della sopravvivenza. Proposte degli anni 1970-1971, Roma, Edizioni Cinque Lune, 1975.
- Capitalismo, socialità, partecipazione, Milano, Mursia, 1976. - a cura di Piero Roggi, Venezia, Marsilio, 2009.
- Giorgio La Pira. Un profilo e 24 lettere inedite, Milano, Rusconi, 1978.
- Il Greco e Teresa d'Avila, Milano, Rusconi, 1986.
- Riflessioni sui dialoghi per la pace 1955-1986, Roma, Edizioni Cinque Lune.
- Amintore e Maria Pia Fanfani, La sapienza degli ultimi. Viaggio nel cuore dei poveri, San Paolo, 2011.

### Diari
- Diari. Volume I 1943-1945: quaderni svizzeri, Soveria Mannelli, Rubbettino, 2012.
- Diari. Volume II 1949-1955, Soveria Mannelli, Rubbettino, 2013.
- Diari. Volume III 1956-1959, Soveria Mannelli, Rubbettino, 2013.
- Diari. Volume IV 1960-1963, Soveria Mannelli, Rubbettino, 2013.